# Taiwan Power Company

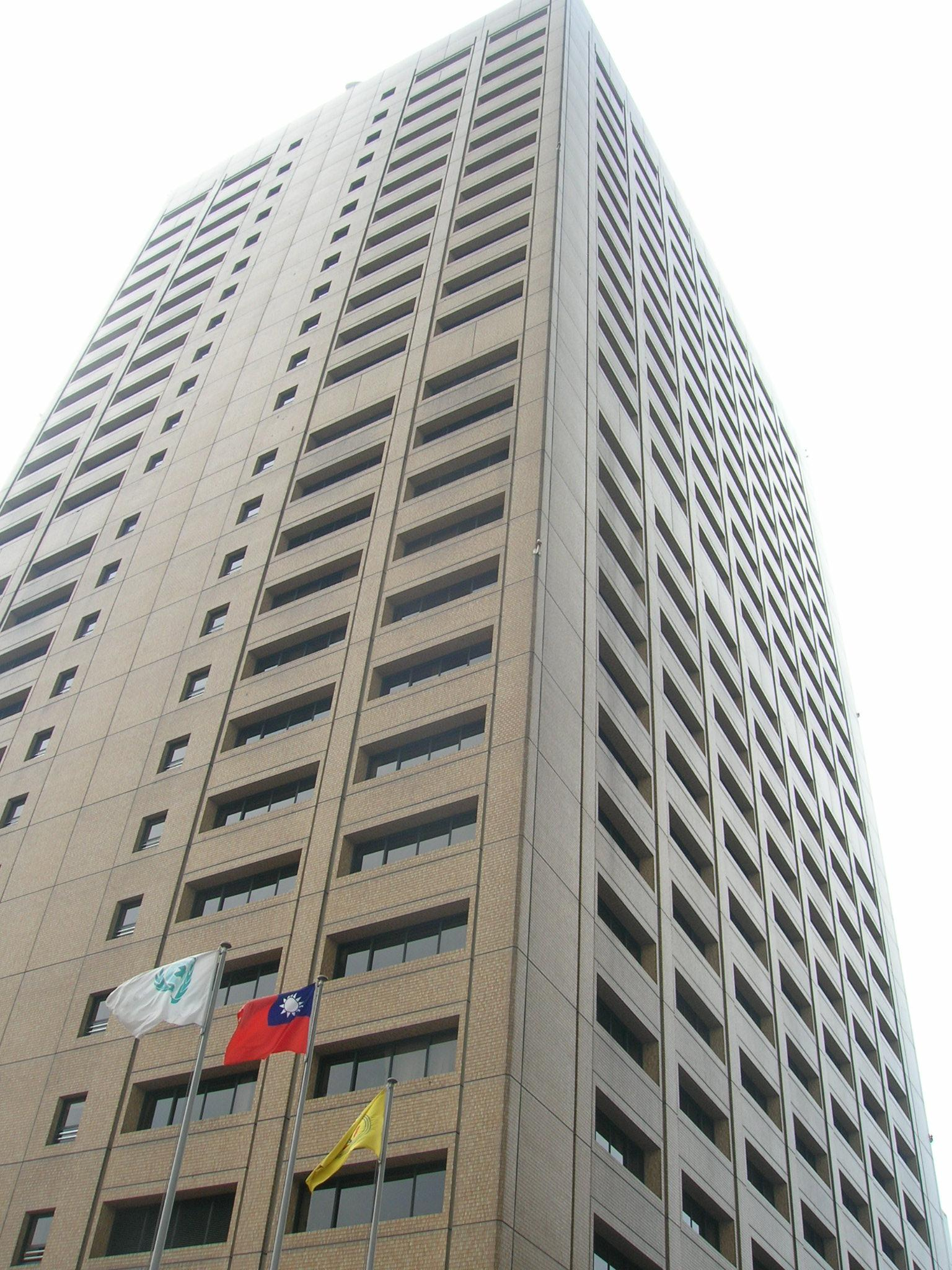
Le siège de la Taiwan Power Company, à Taipei.

La Taiwan Power Company, connue aussi sous le nom de Taipower, est une entreprise publique taïwanaise de production et de fourniture d'électricité. La compagnie est créée le 1er mai 1947.
L'entreprise sponsorise plusieurs équipes sportives dont le club de football du Taiwan Power Company Football Club.